# Wilhelm von Schwerin (General)
Wilhelm Friedrich Karl Graf von Schwerin (* 11. Dezember 1739 in Berlin; † 17. August 1802 in Doberan) war ein preußischer Generalleutnant, Regimentschef und Gouverneur von Thorn.

## Leben

### Herkunft
Sein Vater war der Landjägermeister und Geheime Rat Hans Bogislav von Schwerin (1683–1747) aus der Linie Schwerinsburg, seine Mutter Karoline Ernestine, geborene von Arnim (1710–1779) aus dem Hause Boitzenburg. Der Generalfeldmarschall Kurt Christoph von Schwerin war sein Onkel.

### Militärkarriere
Schwerin trat 1753 als Gefreitenkorporal in das Infanterieregiment „von Schwerin“ der Preußischen Armee ein, dessen Chef sein Onkel war. Mit dem Beginn des Siebenjährigen Krieges wurde er Adjutant von General Hans Karl von Winterfeldt. Am 7. September 1757 starb der General an seinen Verletzungen, die er sich in der Schlacht von Moys zugezogen hatte. Schwerin musste die Todesnachricht König Friedrich II. überbringen und er behielt ihn als Flügeladjutanten bis zur Schlacht bei Zorndorf, als er verletzt in russische Gefangenschaft geriet. Die Russen brachten ihn nach Sankt Petersburg, wo er den Großfürsten und späteren Zaren Peter kennenlernte. 1760 wurde er ausgetauscht. Danach wurde er diplomatisch eingesetzt. Schwerin überbrachte dem Landgrafen Friedrich von Hessen-Kassel das Patent als Generalfeldmarschall und erhielt zum Dank von ihm eine goldene Dose. Als Major wurde er am 20. März 1762 nach Sankt Petersburg geschickt, um Zar Peter III. den Schwarzen Adlerorden zu überbringen. Er wurde danach preußischer Gesandter in Russland und war mit am Frontwechsel Russlands im Siebenjährigen Krieg beteiligt.
Nach dem Frieden von Hubertusburg kam Schwerin wieder zum Militär und in das Infanterieregiment „von Sobeck“ versetzt. 1772 wurde er Oberstleutnant und Kommandeur des neuerrichteten Infanterieregiments „von Laxdehnen“. Bis Ende Mai 1784 avancierte er zum Generalmajor, wurde Chef des Infanterieregiment „von der Goltz“ und erhielt 1785 das Infanterieregiment „von Lengefeld“. Später war er als Generalinspekteur der Infanterie in Westpreußen und Gouverneur von Thorn tätig.
Als in Polen 1794 der Kościuszko-Aufstand losbrach, wurde Schwerin Teil der preußischen Interventionskräfte. Als die Preußen nach einigen Rückschlägen am 27. Juli 1794 mit der Belagerung von Warschau begannen, sollte Schwerin sie befehligen. Er musste die Belagerung am 6. September aufgeben, da er die Umgebung nie unter Kontrolle bekam. Die Armee zog sich in ein befestigtes Lager zurück. König Friedrich Wilhelm II. verließ seine Truppen am 18. September und überließ Schwerin das Kommando über das linke Weichselufer. Am 2. November wurde er – offiziell aufgrund seiner Gesundheit – nach Thorn zurückbeordert. Schwerin war beleidigt und beantragte ein Kriegsgerichtsverfahren gegen sich selbst. Die Aufforderung des Königs solches besser zu unterlassen ignorierte er.
So wurde in Königsberg Generalleutnant Wilhelm Magnus von Brünneck mit der Untersuchung beauftragt. Das Kriegsgericht tagte am 9. Mai 1795 in Berlin unter Vorsitz des Generals Friedrich Wilhelm von Rohdich. Das Gericht sprach ihn schuldig und so verlor er sein Regiment und sein Gouvernement, zudem wurde er zu einem Jahr Festungsarrest und Erstattung aller Untersuchungskosten verurteilt. Die Strafgründe waren lediglich militärische Fehler und Unterlassungssünden. Er musste seine Strafe in Graudenz absitzen, wo er aber in der Stadt leben durfte. Nach dem Tod des Königs wandte er sich an dessen Nachfolger König Friedrich Wilhelm III. mit Bitte um Wiederanstellung. Das wurde abschlägig beschieden, aber Schwerin erhielt die Erlaubnis, in fremde Dienste treten zu dürfen. Auf dem Weg nach Hamburg ist er am 17. August 1802 in Doberan verstorben.

### Familie

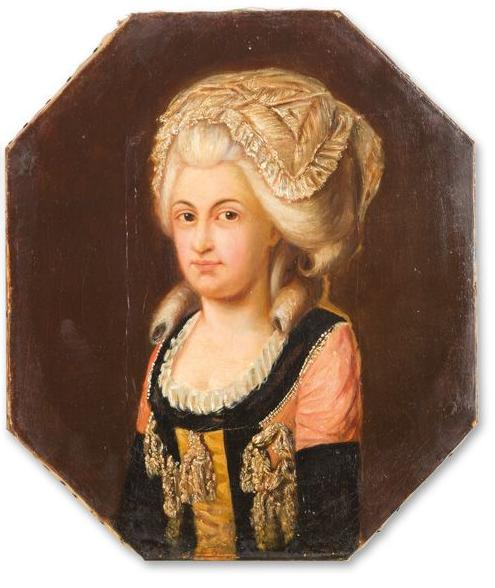
Wilhelmine Johanna von Schwerin, Öl auf Leinwand um 1770/80

Schwerin heiratete am 17. Dezember 1783 in Königsberg Wilhelmine Freiin von Rehbinder (1766–1829), Tochter des russischen Admiralitätsrates Hans Wilhelm von Rehbinder (1728–1779). Das Paar hatte folgende Kinder:
- Carl (1784–1809) ⚭ 27. März 1806 Henriette Freiin Marschall von Bieberstein (1788–1808)
- Wilhelmine (1786–1868) ⚭ 1. August 1817 Georg Freiherr von der Recke (1792–1841)
- Friedrich (1791–1856) ⚭ 14. Februar 1812 Ida von Baczko (1796–1859), Tochter von Joseph Theodor Sigismund von Baczko

## Schriften
- Rechtfertigungsschrift. 1799.